# Vought ASM-135 ASAT

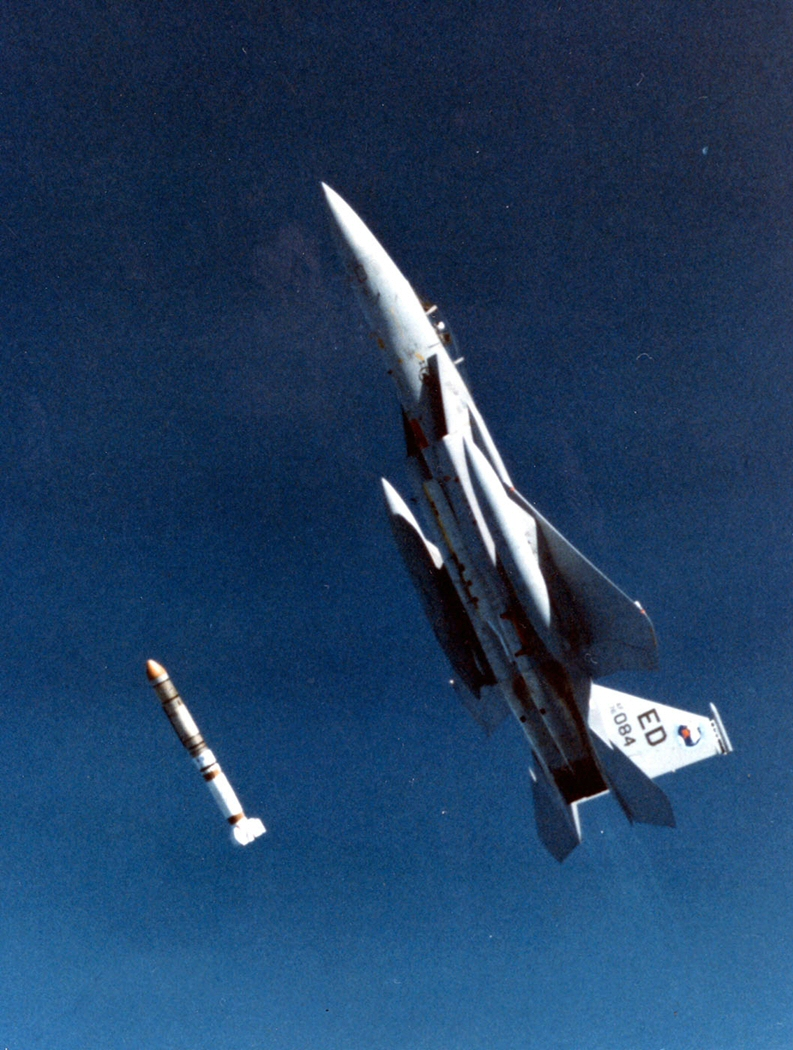
Start einer Vought ASAT am 13. September 1985

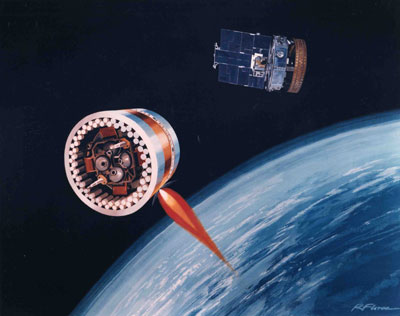
Künstlerische Darstellung des MHV Kill Vehicles im Anflug auf den Zielsatelliten SolWind

Die Vought ASM-135 ASAT (ASAT steht für Antisatellit) war eine amerikanische Antisatellitenrakete.

## Idee, Konzept und Entwicklung
Die Entwicklung begann 1977, nachdem die Sowjetunion einen Killersatelliten entwickelt und in mehrfachen Tests erprobt hatte. Die US Air Force wollte im Falle eines Krieges mit der Sowjetunion Satelliten, die in einem niedrigen Erdorbit flogen, bekämpfen können. Die Konzeption sah vor, eine F-15 mit einer ASAT zu bewaffnen und diese nach einem Steigflug in 26 km Höhe abzufeuern. Dieses Konzept wird Air-launch-to-orbit genannt. Entwicklungsaufwand und Kosten waren damit deutlich niedriger als bei einer vom Boden gestarteten Rakete, wie der später kurzzeitig als ASAT eingesetzten Thor.
1979 wurde der Vertrag mit Vought für die Entwicklung abgeschlossen, 1983 begannen die ersten Tests, und 1985 erfolgte der erste Testflug einer ASAT. Die ASAT hatte als erste Stufe eine AGM-69 SRAM und als zweite Stufe eine Vought Altair III (die vierte Stufe einer Vought Scout B). Der Bordcomputer und das Head-Up-Display der F-15 mussten modifiziert werden, um mit der Waffe feuern zu können.
Zur Zerstörung eines Satelliten setzte die ASAT als oberste Stufe ein MHV (Miniature Homing Vehicle) ein, womit das Ziel in der Endphase angesteuert wurde. Bei einem solchen 'kill vehicle' wird das Ziel nicht durch einen Sprengkopf, sondern allein durch die kinetische Energie des Aufpralls zerstört. Das Treffen eines Satelliten ist deutlich einfacher als das einer ICBM, da ein Satellit stets die gleiche, exakt berechenbare Bahn am Himmel zieht.
Am 13. September 1985 wurde der erste Testabschuss eines Satelliten durchgeführt: Der Sonnenobservatoriums-Satellit „P78-1 SolWind“, der seine Lebenszeit überschritten hatte, wurde in 555 km Höhe zerstört.
Die Air Force plante, 112 ASAT-Raketen zu beschaffen, und es sollten zwanzig F-15 umgebaut werden. Im Zusammenhang mit der SDI-Initiative erlangte die ASAT-Technik noch einmal Aufmerksamkeit. 1988 wurde das Programm aber eingestellt, da die Rakete gegen Verträge über die militärische Nutzung des Weltraums verstoßen würde.
Der Einsatz der Waffe wird von Thrillerautor Tom Clancy in seinem Roman Im Sturm beschrieben.